# 4th Time Around
"4th Time Around" là ca khúc của Bob Dylan nằm trong album Blonde on Blonde (1966). Ca khúc thường được coi là câu trả lời của Dylan đối với sáng tác "Norwegian Wood" được viết bởi John Lennon trong album Rubber Soul (1965) của The Beatles. Cả hai ca khúc đều có giai điệu khá giống nhau, phần ca từ mang tính tự sự và sử dụng nhịp 3/4. Phần trình diễn trực tiếp của Dylan trong trích từ album The Bootleg Series Vol. 4: Bob Dylan Live 1966, The "Royal Albert Hall" Concert được lấy làm nhạc nền cho bộ phim Vanilla Sky.